# روجر مورين
روجر مورين (بالإنجليزية: Roger Morin)‏ هو كاهن كاثوليكي أمريكي، ولد في 7 مارس 1941 في لوويل في الولايات المتحدة.